# Atef Adwan
Atef Ibrahim Mohammad Adwan, född 1952, är en palestinsk statsvetare och politiker (Hamas), minister med ansvar för flyktingfrågor i den palestinska myndigheten sedan det palestinska parlamentsvalet 2006. Han har studerat vid Oxfords universitet i Storbritannien och utsågs 2003 till professor i statsvetenskap vid Islamiska universitetet i Gaza. Han har skrivit ett flertal böcker och avhandlingar om det palestinska folkets historia, dess relation till Israel och det palestinska motståndet. Han var även en nära medarbetare till den mördade Hamasledaren shejk Ahmad Yassin och har författat dennes biografi.